# 兵庫県立夢野台高等学校
兵庫県立夢野台高等学校（ひょうごけんりつ ゆめのだいこうとうがっこう、英称:Hyogo Prefectural Yumenodai High School）は、兵庫県神戸市長田区房王寺町にある県立高等学校。略称は夢高（）、または夢野（）。ひょうごスーパーハイスクール(HSH)指定校に認定された。

## 概要
1925年兵庫縣立第二神戸高等女學校として設立。
第二次世界大戦後の1948年、学制改革により、新制兵庫県立第二神戸女子高等学校へ改称。
同年、高校三原則により、敷地内に転入してきた市立神戸高校(旧制神戸市立一中)と併設して男女共学となり兵庫県立夢野台高等学校（第一次)ヘ改称。
1950年市立神戸高校と統合したことにより兵庫県立神戸市立神戸夢野台高等学校に改称。
1951年市立側(旧市立神戸高校・神戸市立神戸夢野台高校)が元の校地(葺合区)へ復帰。県立単独校に戻り、兵庫県立神戸夢野台高等学校へ改称。
1952年現校名の兵庫県立夢野台高等学校となる。
2010年に教職類型を設置。
2022年に教育・心理類型に改編。
2025年に創立100周年を迎える。

### 校訓
清く 正しく 優しく 強く

### 教育目標
自主的な人間の育成、社会的な人間の育成、健全な人間の育成。

### 校章・学年章
校章は蔦の葉を型取っただけのシンプルなデザイン。一般的な「高」の文字などは一切入っていない。
学年章（Y10から使用）はカタカナの「ユ」をかたどっただけのデザイン。背色が白・赤・青の3種類。

### 同窓会
同窓会組織は一般社団法人親蔦会（しんちょうかい）。
- JR神戸駅前（兵庫県神戸市中央区相生町）に事務局を構える。首都圏や各地方ごとに住むOB で構成される組織として支部会（親蔦会首都圏会・中四国・九州会など）も存在する。

- 卒業生は県二時代、併設中学校時代、現高校時代とに分かれて第1回生卒業から何年目かを示す数字で示される。県二時代では「女～」または「K～」、併設中学校時代は「併～」、現高校時代は「高～」または「Y～」と略記されるのが一般的（例：「女14」「高25」「Y36」）。

### 制服
男子はダークネイビーの詰襟。女子はイタリアンカラーのブレザー。女子はスラックスとスカートを選択できる。夏服は青と白のポロシャツ・グレーベースのスラックスがある。2022年入学生(77回生)までの旧制服はシンプルな黒の詰襟、紺色のブレザーだった。

## 沿革
高等女学校時代
- 1925年（大正14年）
  - 3月12日 - 「兵庫縣立第二神戸高等女學校」が設立される（入学資格を尋常小学校卒業程度の12歳以上、修業年限を5年とする）。
  - 4月1日 - 兵庫縣立第一神戸高等女學校（現・神戸高校、略称：県一）の校舎にて開校。
  - 4月4日 - 授業を開始[3]。
- 1927年（昭和2年）8月28日 - 現在地[4] に移転[5]。
- 1943年（昭和18年）4月1日 - 中等学校令により、この年の入学生から修業年限が4年となる。
- 1944年（昭和19年）4月1日 - 教育ニ関スル戦時非常措置方策により、修業年限4年の施行が1946年（昭和16年）以降に入学した生徒に前倒しして適用される。
- 1945年（昭和20年）
  - 3月 - 修業年限4年施行の前倒しにより、1940年（昭和15年）に入学した5年生と1946年（昭和16年）に入学した4年生の合同卒業式を挙行。
  - 4月1日 - 授業を停止。ただし学徒勤労動員は継続。
  - 8月15日 - 終戦。
  - 9月 - 授業を再開。
  - 10月15日 - 兵庫縣立第一神戸高等女學校が本校内に同居。
- 1946年（昭和21年）
  - 4月1日 - 修業年限が5年に戻る。
  - 12月23日 - 兵庫縣立第一神戸高等女學校の移転により、併設を解消。
- 1947年（昭和22年）4月1日 - 学制改革（六・三制実施）が行われる。
  - 高等女学校の生徒募集を停止（1年生不在）。
  - 新制中学校を併設し（名称:兵庫県立第二高等女学校併設中学校、以下:併設中学校）、高等女学校1・2年修了者を新制中学校2・3年生として収容。
  - 併設中学校は、経過措置としてあくまで暫定的に設置されたため、新たに生徒募集は行われず、在校生が2・3年生のみの中学校であった。
  - 高等女学校3・4年修了者はそのまま高等女学校に在籍し、4・5年生となった（4年で卒業することもできた）。

新制高等学校
- 1948年（昭和23年）
  - 4月1日 - 学制改革（六・三・三制の実施）により、高等女学校が廃止され、新制高等学校「兵庫県立第二神戸女子高等学校」（女子校）が発足。
    - 高等女学校卒業生（5年修了者）を新制高校3年生、高等女学校4年修了者を新制高校2年生、併設中学校卒業生（3年修了者）を新制高校1年生として収容。
    - 併設中学校は新制高校に継承され（名称:兵庫県立第二神戸女子高等学校併設中学校）、在校生が1946年（昭和21年）に高等女学校へ最後に入学した3年生のみとなる。

  - 5月25日 - 神戸市立神戸高等学校（男子校、旧・神戸市立第一中学校）が敷地内に転入。
  - 9月1日 - 高校三原則による兵庫県内公立高校の再編が行われる。
    - 兵庫県立第二神戸女子高等学校が「兵庫県立夢野台高等学校」に改称され、同敷地内に神戸市立神戸高等学校（男子校）が併設された状態で男女共学を開始。
    - 併設中学校は兵庫県立夢野台高等学校併設中学校と改称。
- 1949年（昭和24年）
  - 3月31日 - 併設中学校を廃止。旧制中等教育学校4・5年から新制高等学校（全日制）3年への修業年限の移行が完了する。
  - 9月 - 神戸市立神戸高等学校（男子校）1年生を夢野台高等学校に移籍。
- 1950年（昭和25年）7月1日 - 兵庫県立夢野台高等学校と神戸市立神戸高等学校（男子3年生のみ在籍）を併設する「兵庫県立神戸市立神戸夢野台高等学校」が発足。
- 1951年（昭和26年）
  - 3月 - 神戸市立側に在籍する最後の学年が卒業。神戸市立神戸高等学校及び神戸市立神戸夢野台高等学校は神戸市立葺合高等学校として葺合区の校地へ復帰。
  - 4月1日 - 県立単独校に戻り「兵庫県立神戸夢野台高等学校」と改称。
- 1952年（昭和27年）
  - 1月 - 学区の改編（中学区制）により、神戸第二学区となる。
  - 2月7日 - 「兵庫県立夢野台高等学校」（再）と改称。
  - 10月 - 校歌を制定。
- 1974年（昭和49年）5月1日 - 兵庫県立御影高等学校との定期戦を開始。
- 1993年（平成5年）11月5日 - 第1期校舎改築工事を着工。
- 1995年（平成7年）10月30日 - 南館本館棟が完成。
- 1998年（平成10年）
  - 2月19日 - 体育館と文化部室棟が完成。
  - 3月17日 - 北館特別教室棟が完成。
- 1999年（平成11年）
  - 2月27日 - 旧校舎を解体。
  - 5月31日 - プールと体育部室棟が完成。
- 2000年（平成12年）3月25日 - 運動場整備工事完成。
- 2010年（平成22年）4月1日 - 「教職」類型設置。
- 2015 (平成27年) - 兵庫県の学区再編により本校は神戸第二学区(中学区制)から第一学区(大学区制)に再編成される
- 2020年 (令和2年) 4月1日 -  兵庫県より「ひょうごスーパーハイスクール グローバル枠」の研究指定校に選ばれる（令和3年度まで）[1]。
- 2022年 (令和4年) 4月1日 -  ｢教育・心理」類型に改編。北館と本館トイレ、本館外壁の改修工事開始。
- 2023年 (令和5年) -  新制服導入[6]。北館と本館トイレ、本館外壁の改修工事完成[7]。
  - 7月 - オーストラリア海外研修開始。

## 基礎データ

### 設置学科
全日制課程
- 普通科
  - 教育・心理類型

### 通学区域
第一学区
(神戸市、芦屋市、淡路市、洲本市、南あわじ市)
- 2014年入試までは旧神戸第二学区(神戸市長田区、兵庫区、北区、須磨区の一部)[注 2][8]

### アクセス
- 上沢駅(神戸市営地下鉄西神・山手線)から北へ、長田駅(神戸電鉄有馬線)から南へ徒歩10分
- 大開駅(神戸高速鉄道東西線)から北へ、湊川駅(神戸電鉄有馬線)・湊川公園駅(神戸市営地下鉄西神・山手線)から西へ徒歩15分
- 長田駅(神戸市営地下鉄西神・山手線)・高速長田駅(神戸高速鉄道東西線)から北東へ徒歩20分
- JR兵庫駅から北へ徒歩25分、又はJR兵庫駅前より市バス6・93系統重池町2丁目下車すぐ
- JR神戸駅前より市バス11・40・110・112系統房王寺町5丁目下車徒歩9分

## 校歌・逍遥歌

### 校歌
- 竹友藻風作詞／長谷川良夫作曲

### 逍遥歌
- 正井光張作詞／職員有志作曲

## 特色
- 朝のHRがない。予鈴の5分後に授業が始まる。月水金は50分×6限、火木は50分×7限授業。類型生徒のみ月7限がある[9]。
- 兵庫県立御影高等学校と毎年、定期戦での交流を行っている。御影高校の前身が「県三」のため、当校とは旧高等女学校同士の関係にある[注 3]。通算戦績は令和6年時点で夢野台がリードしている[10]。
- 土日祝日又は長期休暇の部活動等での登校時は各部のジャージでの登校が可能[11]。
- 全ての普通教室にICT関連機器が使用できるようにホワイトボードが設置。またプロジェクターを使った学習を行う専門教室としてリサーチルームが開設された[12]。

### 教育・心理類型
1クラス40名。毎年2月に実施される推薦・特色入試で募集する。2年次以降の類型の授業は教育コースと心理コースに分かれる。授業内容やカリキュラムもそれぞれ異なる。
1年次は類型生徒1クラスの単独編成。2年次は一般入学生と混合の文・理クラスに分かれる。3年次はさらに文I(私立文)・文II(国公立文)・理クラスに分かれる。
- 教育×心理の理解を深めるために、心理学演習を新たに類型のカリキュラムに追加。神戸大学大学院生と共同演習を行っている。他にも同志社大学赤ちゃん学研究センターや兵庫教育大学、神戸大学大学院訪問など、高大連携事業が組まれている[9]。
- 学習内容の発表として校内や甲南大学リサーチフェスタ(外部発表会への参加)で研究成果を発表している。
- 海外の教育についての実践的探求にも力を入れており、類型生徒と一般生徒の希望者はオーストラリアの中・高等教育機関(マッコーリー大学)の現地訪問やホームステイを体験する。また海外の中等教育機関とのオンライン交流プログラムも設定されている[15]。

### 主な年間行事
- 1学期
  - 4月入学式､対面式､部紹介､定期戦
  - 6月文化祭、オーストラリア事前研修
  - 7月球技大会､分野別説明会(1年)
  - (教育・心理類型)オリエンテーション・表現力育成講座・類型新入生歓迎会・幼児教育講演会・レクリエーション講座・心理学講演会・グローバル教育実践講演会・心理学共同演習（神戸大学院生）

- 夏休み
  - 8月オープンハイスクール(夏)、オーストラリア現地研修(希望生徒)、学校説明会
  - (教育・心理類型行事)同志社大学赤ちゃん学研究センター・兵庫教育大学・神戸大学大学院訪問・神出学園夏季研修・幼稚園保育園観察実習・オープンハイスタール(夏)体験授業運営・学校説明会体験授業運営

- 2学期
  - 9月体育祭､ビブリオバトル
  - 10月遠足(1.2年京都、3年USJ)
  - 11月芸術鑑賞会、オープンハイスクール(秋)、修学旅行(2年沖縄・石垣島3泊4日※北海道に行く学年もある。)、職業人講話(1年)
  - 12月人権映画鑑賞会､のじぎく特別支援学校交流(文化部・類型生徒)、大学出前授業(2年)
  - (教育・心理類型行事)小中学校観察実習・中学校教育講演会・甲南大学リサーチフェスタ・特別支援教育講演会・ようこそ先輩・表現力養成講座・オープンハイ(秋)体験授業運営・国際交流プログラム・特別支援学校実習と交流・英語活動・心理学共同演習（神戸大学院生）・研究レポート発表

- 3学期
  - 2月教育・心理類型入試、卒業式
  - 3月学力検査、球技大会、卒業生に聞く会
  - (教育・心理類型行事)表現力育成講座・類型発表会・「教育」「心理」コース選択・小学校交流授業・心理学演習発表会

※教育・心理類型行事は2年次以降は教育コースと心理コースで異なり、学年ごとにも内容が異なるので3年間の主な行事をまとめた。

## 進路実績
|                        | 2025年(浪）     | 2024年(浪)     | 2023年(浪) | 2022年(浪) | 2021年(浪) |
| ---------------------- | --------------- | -------------- | ---------- | ---------- | ---------- |
| 京都大学               | 1（1）          | 0              | 0          | 0          | 0          |
| 大阪大学               | 2               | 0              | 3          | 2 (1)      | 2 (1)      |
| 九州大学               | 1 (1)           | 0              | 0          | 1          | 0          |
| 神戸大学               | 3               | 1              | 1          | 2          | 6          |
| 福島県立医大（医・医） | 0               | 0              | 0          | 0          | １（1）    |
| 早稲田大学             | 0               | 1              | 0          | 0          | 0          |
| 筑波大学               | 1               | 0              | 0          | 0          | 0          |
| 九州歯科大学           | 0               | 1              | 0          | 0          | 0          |
| 大阪公立大学           | 4               | 2              | 1 (1)      | 1          | 0          |
| 東京海洋大学           | 0               | 1              | 1          | 0          | 0          |
| 信州大学               | 3               | 1              | 0          | 0          | 0          |
| 滋賀大学               | 0               | 1              | 2 (1)      | 1          | 0          |
| 徳島大学               | 5               | 5（2）         | 6          | 6          | 6 (1)      |
| 愛媛大学               | 5 (1)           | 1              | 2          | 0          | 1          |
| 広島大学               | 0               | 0              | 1          | 1 (1)      | 1          |
| 岡山大学               | 4               | 2              | 2          | 3          | 4          |
| 金沢大学               | 1               | 0              | 0          | 0          | 0          |
| 大阪教育大学           | 2               | 6              | 1          | 3          | 4          |
| 兵庫教育大学           | 4               | 2              | 2          | 4          | 8          |
| 兵庫県立大学           | 17（1）         | 16（1）        | 13 (1)     | 19 (4)     | 30 (3)     |
| 九州工業大学           | 0               | 0              | 1          | 0          | 0          |
| 神戸市外大             | 3（1）          | 2（1）         | 3（1）     | １         | 2          |
| 神戸市看大             | 2               | 1              | 2          | 2          | 3          |
| 上記＋その他国公立計   | 79（7）         | 70（6）        | 78 (7)     | 66 (10)    | 99（13)    |
| 関関同立               | 212（5）        | 172（26）      | 171(20)    | 128(23)    | 164(21)    |
| 産近甲龍               | 不明（甲南157） | 不明（甲南82） | 178(不明)  | 171(不明)  | 156(24)    |

その他電通大1(73回生)、京都工繊大3(21.22.23年度浪人)、
- 23、22年度の産近甲龍合格実績は現役延べ数、24、25年度は甲南大現役合格者のみ記載
- 73〜75、77回生7クラス、76回生6クラスの合格者数を示している

## 部活動
- 運動部の数が豊富であり、盛んである。空手道部は過去に全国大会に数度出場しており県内強豪校として知られる。近年は山岳部が数度、放送部が19年まで四年連続全国大会に出場するなどの活躍をしている。
- 例年山岳部、空手道部，水泳部が近畿大会に出場している。

※過去数年の近畿大会出場○全国大会出場◎

### 運動部
- 陸上競技部◎
  - 第77回全国高等学校陸上競技対校選手権大会
    - 男子400m準決勝

  - 第77回近畿高等学校陸上競技対校選手権大会・全国高等学校陸上競技対校選手権大会　近畿地区予選会
    - 男子400m4位・男子800m準決勝

  - 第56回近畿高等学校ユース陸上競技対校選手権大会
    - 男子800m

  - 第78回 近畿高等学校陸上競技対校選手権大会・全国高等学校陸上競技対校選手権大会 近畿地区予選会
    - 男子800ⅿ準決勝
- 野球部
  - 第104回全国高校野球選手権大会兵庫大会において、7年ぶり4回戦進出、前年の秋期県大会では強豪の育英を破り2回戦進出。 県ベスト32。[25]
  - 第107回全国高校野球選手権大会兵庫大会において、23年ぶり5回戦進出。県ベスト16。[26]
- 男子サッカー部
- 女子サッカー部
- ラグビー部
- 男子バスケットボール部
- 女子バスケットボール部
- 男子バレーボール部
- 女子バレーボール部
- 男子テニス部
- 女子テニス部○
  - 令和5年度近畿高等学校ソフトテニス選手権大会ー女子団体戦
- バトン部
- 男女卓球部
- 男女剣道部
- 空手道部◎
  - 第41回全国高等学校空手道選抜大会ー女子団体組手競技
  - 第44回全国高等学校空手道選抜大会ー男子団体組手（3人制）競技
- 山岳部(スポーツクライミング・登山)◎
  - 第13回全国高等学校選抜スポーツクライミング選手権大会
    - 団体8位

  - 第15回全国高等学校選抜スポーツクライミング選手権大会
- アーチェリー部○
  - 第58回近畿高等学校アーチェリー選手権大会ー男子個人・女子個人
- 水泳部○
  - 第4回近畿高等学校新人水泳競技大会
  - 第5回近畿高等学校新人水泳競技大会
  - 第6回近畿高等学校新人水泳競技大会
  - 第7回近畿高等学校新人水泳競技大会
  - 第8回近畿高等学校新人水泳競技大会
- ソフトボール部

### 文化部
- 吹奏楽部
- ギター部
- 美術部
- 茶道部
- コーラス部
- 放送部◎
  - 第66回NHK杯全国高等学校放送コンテスト
    - ラジオドキュメント部門入選

  - 第65回NHK杯全国高等学校放送コンテスト
    - ラジオドキュメント部門、研究発表部門優秀賞

  - 第64回NHK杯全国高等学校放送コンテスト
    - ラジオドキュメント部門入選

  - 第63回NHK杯全国高等学校放送コンテスト
    - テレビドキュメント部門優秀賞

  - 第40回全国高等学校総合文化祭(ひろしま総文)ービデオメッセージ部門[27]
- 華道部(2024年全国高校生花いけバトル近畿地区大会参加)
- 書道同好会(活動休止中)

## 学年構成
2025年現在の学年構成は以下の通り。
- 3年生：78回生（学年章＝青）
- 2年生：79回生（学年章＝白）
- 1年生：80回生（学年章＝赤）

### 現校舎

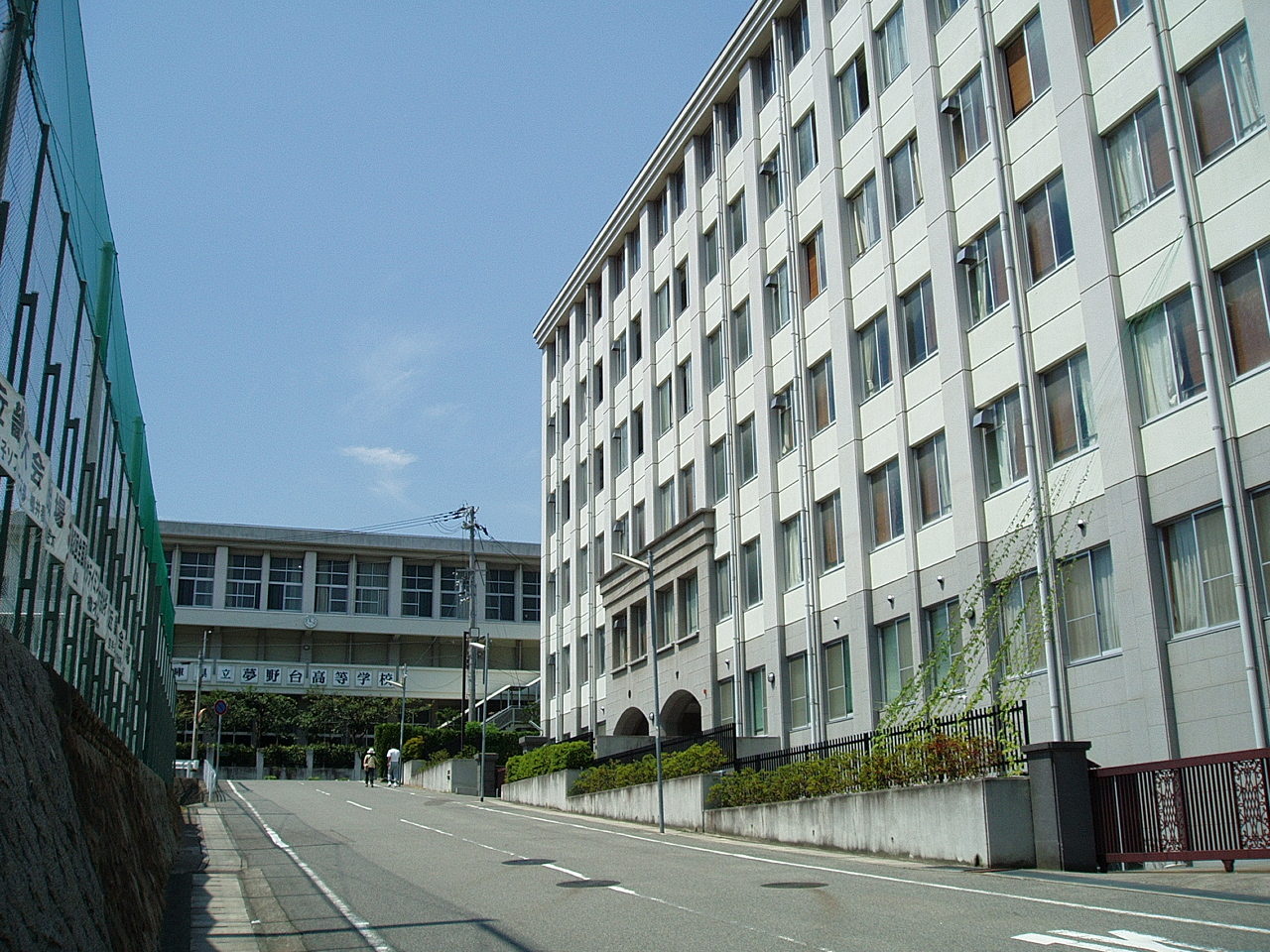
体育館（左）と現校舎（右）。旧校舎は今の体育館付近に存在した。

- 旧校舎から現校舎への校舎改築計画は阪神・淡路大震災前から計画されており、第一期工事中に震災に遭うことになってしまった。また、この震災で改築計画は大幅に見直される事になった。
- 現校舎設計に際し、「旧校舎の伝統を受け継ぐ」という観点が取り入れられた。そのため、玄関のデザインが旧校舎を模していたり、体育館内部の柱の天井部分のカーブも旧講堂のデザインが採用されている。
- 当校の所在地は「房王寺町2丁目1番1号」であるが、これは正確には旧校舎での所在地であり、現校舎のある場所は正しくは「重池町2丁目1番」である。本来ならば後者が当校の所在地（＝校舎の正門のある位置）になるべきであるが、便宜上、旧校舎時代のをそのまま現在も使用しているようである。
- 2022年度(令和4年度)本館と北館の外壁を改修。また特別教室棟(北館)を含む同館の全トイレが洋式便器、乾式の床に改修された。[7]
- オムニコート、アーチェリー練習場、体育館1階のトレーニング室にボルダリングウォールが設置されている。
- 創立100周年を記念して本館・北館で唯一空調設備のない多目的ホールにエアコンを設置予定。
- 2025年度に新たに体育館に空調設備、図書館にラーニングコモンズを設置予定。[28]

### 旧校舎
- 近世ゴシック様式、「昭和初期モダニズム」学校建築の最高傑作として知られた。また、当時としては「超モダンな学校建築」として各方面から注目を浴び、教育界以外の各種の会合にも利用された。
- 施設としては、講堂の隣にあった4階の西洋作法室（応接室）が特に名高く、シャンデリア、瓦斯暖炉、大理石、欧州風家具と非常に豪華に飾られており、東久邇宮稔彦王も陸軍大演習視察の際に休憩所として利用していた。この西洋作法室は戦後、主に音楽室として用いられた。
- 旧校舎の模型が現校舎の玄関に飾られている。

## 歴史

### 第二神戸高等女学校時代
- 略称は県二（けんに）、または県二高女（けんにこうじょ）、第二高女（だいにこうじょ）。
- 県二発足当時は県一の校舎内であり、その県一校舎は現在の兵庫県庁1号館の場所であった。
- 修業期間は5年（現在の中学3年間＋高校2年まで）。但し1943年（昭和18年）4月1日からは4年（現在の中学3年間＋高校1年まで）に変更される。
- 第1回生(K1)は1925年（大正14年）4月入学～1930年（昭和5年）3月卒業。最後の県二生となる第20回生(K20)は1945年（昭和20年）4月入学～1949年（昭和24年）3月卒業。
- 卒業生の「第○回生」の数え方は、修業期間変更後の一時期のみ、現在とは異なる数え方であった。
- 一般的な通学ルートは国鉄（現・JR）兵庫駅から、兵庫電気軌道（現・山陽電気鉄道）長田駅から、神戸有馬電気鉄道（現・神戸電鉄）長田駅から、神戸市電・湊川公園停留所（廃線）からの徒歩であった。
- 女学校にしては珍しくランドセルが採用されていた。
- 運動会の最後は最上級生が踊る「ファウスト」と決まっていた。
- 校歌は昭和2年～5年、昭和5年～10年、昭和10年～の3種類あった。
- 1938年（昭和13年）7月3日に集中豪雨のために阪神大水害が起こったが、当校は奇跡的に助かった。
- 1941年（昭和16年）頃、教頭の提唱で正門前通りの両側に並木としてクスノキ40本あまりを植樹。そのため旧校舎時代は見事な景観であった。現校舎建設工事に伴いほとんど伐採されたが、1本だけがかろうじて現存している。
- 兵庫県全県から入学が可能だったが、1942年（昭和17年）から学区制が導入され、新生田川を境界線として当校は神戸西部学区に分けられた。
- 1943年（昭和18年）に「兵庫県女子挺身隊結成式」が行われ、当校からも代表生徒が参加させられた。
- 1945年（昭和20年）の入試では答案用紙が神戸大空襲で焼失したため、合格発表は雨天体操場の黒板にただ1行「全員合格」と書かれただけであった。
- 明石大空襲で壊滅した川崎航空明石工場が1945年4月の始業式直後に当校舎内に移設（～1945年9月）。この工場は「報国第一〇一工場」と称された。
- 1945年の大空襲で県一校舎が一部焼失。免れた部分も兵庫県庁が全面的に使用する事になり、県一が当校へ移転。移転の作業は瓦礫の中、徒歩で行われた。翌年県一の新校舎が決まり、併設が解消された。
- 1946年（昭和21年）4月に入学した生徒は第21回生(K21)として入学したが、高等女学校の廃止により第21回生として卒業することはなかった。
- 1947年（昭和22年）4月に併設中学校が併設。これは高等女学校が廃止される事になったため、当時高等女学校在学中だった生徒を新制の中学校と同じように卒業させるために設けたものであった。そのため、「併設中学校1年生」は存在しなかった。

|                | S13.4 | S14.4 | S15.4   | S16.4   | S17.4   | S18.4 5→4年に | S19.4 | S20.4   | S21.4    | S22.4 | S23.4 |
| K14            | 1年   | 2年   | 3年     | 4年     | 5年     |               |       |         |          |       |       |
| K15            |       | 1年   | 2年     | 3年     | 4年     | 5年           |       |         |          |       |       |
| K16（期間5年） |       |       | 1年     | 2年     | 3年     | 4年           | 5年   |         |          |       |       |
| K16（期間4年） |       |       | ↑と同じ | ↑と同じ | ↑と同じ | 4年           |       |         |          |       |       |
| K17（旧K16）   |       |       |         | 1年     | 2年     | 3年           | 4年   |         |          |       |       |
| K18（旧K17）   |       |       |         |         | 1年     | 2年           | 3年   | 4年     |          |       |       |
| K18（旧K18）   |       |       |         |         |         | 1年           | 2年   | 3年     | 4年      |       |       |
| K19            |       |       |         |         |         |               | 1年   | 2年     | 3年      | 4年   |       |
| K20            |       |       |         |         |         |               |       | 1年     | 2年      | 3年   | 4年   |
| 併1            |       |       |         |         |         |               |       | ↑と同じ | ↑と同じ  | 3年   |       |
| 併2            |       |       |         |         |         |               |       |         | K21の1年 | 2年   | 3年   |

### 静寛院和宮像
1934年（昭和9年）4月21日、県二内に静寛院和宮像（皇女和宮像）が建立され、教職員と生徒は登下校時にその前で必ず最敬礼を行っていた。当像は青銅製で三代目慶寺丹長の作であり、その前年の1933年（昭和8年）11月20日に増上寺和宮奉賛会理事・桑原瑞龍による講演も開催された。同じ和宮像が当校のほかに、県一と神戸市立第二高等女学校（略称：市二）にも寄贈されており、当校と市二の像は東京・増上寺にある皇室下賜銅像と同一塑型を使用して特別に作られたものであった（但し、菊の紋章だけは葵のに変更）。そのため、当校と市二では非常に和宮像への崇拝が強かったと言われている。
太平洋戦争末期の物資窮迫が強まった時代、金属の提出で小学校の二宮金次郎銅像がすべて陶製になる中、当校と市二の静寛院和宮像はこの時代による提供を免れられた数少ない像であった。しかし終戦後、GHQによる占領政策でこの像が没収されるのを恐れた有志が当校の静寛院和宮像を隠し、占領政策が終了するサンフランシスコ講和条約締結後の1952年（昭和27年）4月までその状態は続いた。
占領時代が終わり、源平合戦・湊川の戦いに関わりのある須磨区「一ノ谷」の土地所有者が楠公精神に共感し、1954年（昭和29年）4月11日、「一ノ谷」に「寄手墳・味方墳」をハイキングコース脇道に建立。この時に静寛院和宮像は占領時代に隠匿していた有志の手によって、その寄手墳・味方墳の間に設置された（そこに置かれた経緯については不明）。その後、2000年12月に一ノ谷2丁目自治会によって須磨区一ノ谷町2丁目の一の谷公園内に場所を移して公開安置されている。
なお、この像については戦中混乱期から現在まで不明な点も多く、一の谷公園内に安置されている像が本当に当校県二時代に置かれていた和宮像であるのか、確証が無いのが実情である（市二での像、または県一での像という可能性も否定できない）。事実、一の谷公園内の皇女和宮像の説明文では
- 「なぜこの像が山中にあったのか不明である」
- 「県一、県二、市二の三女学校に和宮像を寄贈した。（中略）戦争中の金属提供から免れたその内の一体だと思われる」

と書かれてある。

## 戦後の統合問題

### 二中との統合
戦後、新制高等学校の設立準備にあたり、「高校三原則」を実現するようGHQから迫られる。これにより、隣接する男子校の兵庫県立第二神戸中学校（略称：二中、現・兵庫県立兵庫高等学校）と統合する話が1948年（昭和23年）3月に持ち上がったが、県二側が猛反対したため頓挫。理由はこの校舎が新設中学校（今の神戸市立丸山中学校）に明け渡されると聞かされたためであった。他にも県二側に秘密で二中側主導という理由もあったが、GHQ主導の占領政策がこのように撤回されるのは、まずあり得ない事であった。

### 市一中の併設
県二と二中の統合が校舎にこだわる当校の反対で解消されたため、「高校三原則」実現のための男女共学への話が難航。そのため、次に当校へ示された条件として、校舎を残すのならば
1. 男女共学を拒否したまま新制中学校への移行（要するに格下げ）
2. 男子校の神戸市立第一中学校（略称：市一中）との併設で新制高校を継続

の二者選択を迫られた。その結果、新制高校継続のため県立高校と市立高校という変則的な併設が行われることになり、葺合区から兵庫区に臨時移設されていた神戸市立神戸高等学校（学制改革により神戸市立第一中学校から校名変更）が1948年（昭和23年）5月に当校舎内に移転併設され、同9月には県二側が兵庫県立夢野台高等学校と改称された。
1949年（昭和24年）4月、小学区制実施により当県立市立併設校に編入された生徒は、一旦はくじ引きで県立側と市立側に振り分けられたが、生徒の猛反発を呼んだため、早急に両校が統合することを条件に、暫定措置として男子は市立神戸高校側、女子は県立夢野台高校側へと振り分けられた。市立側は同じく小学区制実施により市一中が当校舎内に移転する前に校地として使用していた葺合区に市立葺合高校を設置し1年生が入学したことから、9月に市立神戸高校の男子1年生全員を県立夢野台高校側へ帰属させ、2年生及び3年生は卒業まで兵庫県立夢野台高校と併設状態で神戸市立神戸高校に在籍させた。1950年7月1日に校名が「兵庫県立神戸市立神戸夢野台高等学校」とされたが、この名称は市立側の生徒が全員卒業する翌年3月末までとなり、市立側の市立神戸高校及び市立神戸夢野台高校は市立葺合高校として葺合区の校地へ復帰。県立側は兵庫県立神戸夢野台高校として存続した。併設時代は校歌は無く、その代用として「運動会の歌」が使用された。
当時の学年構成と卒業生呼称の一覧は以下の通り。
|                      | S23.4 4月新制開始 5月併設開始 | S24.4 生徒振分                       | S25.4 7月校名変更 3月併設終了 | S26.4   | S27.4 |               |
| 男子 市神戸第1回生   | 3年                           |                                      |                               |         |       | 市神戸第1回生 |
| 女子 県夢野台第1回生 | 3年                           |                                      |                               |         |       | 現在のY1      |
| 男子 市神戸第2回生   | 2年                           | 3年                                  |                               |         |       | 市神戸第2回生 |
| 女子 県夢野台第2回生 | 2年                           | 3年                                  |                               |         |       | 現在のY2      |
| 男子 市神戸第3回生   | 1年                           | 2年                                  | 3年                           |         |       | 市神戸第3回生 |
| 女子 県夢野台第3回生 | 県第二神戸女子高の1年         | 2年                                  | 3年                           |         |       | 現在のY3      |
| 男子 市神戸第4回生   |                               | 暫定的に市神戸高の1年 →県夢野台の1年 | ↓と同じ                       | ↓と同じ |       | 現在のY4      |
| 女子 県夢野台第4回生 |                               | 県夢野台高の1年                      | 2年                           | 3年     |       | 現在のY4      |
| 県夢野台第5回生      |                               |                                      | 1年                           | 2年     | 3年   | 現在のY5      |

## 著名な出身者

### 芸能・マスコミ
- 井上由美子 - 脚本家 代表作は白い巨塔・GOOD LUCK!!
- 神戸一郎 - 歌手 昭和33-36年NHK紅白歌合戦出場 ヒット曲「銀座九丁目水の上」
- 尾崎小百合 - 夫婦漫才師 「かつみ♥さゆり」のさゆり
- 星空ひかる - 元宝塚歌劇団花組男役トップ
- 露の団六 - 落語家
- 北神朋美 - アイドル・タレント 「魔法戦隊マジレンジャー」メア役
- トライアングル - 芸人。お笑いコンビ
- 中井雅之 - フリーアナウンサー・タレント
- 西川恵三 - 九州朝日放送アナウンサー・ニュースキャスター
- 清水麻椰 - 毎日放送アナウンサー
- 西條遊児 - パーソナリティ・司会者
- 森合康行 - 中部日本放送（CBCテレビ）元アナウンサー

### 文学・芸術
- 雑賀陽平 - 漫画家
- 成田一徹 - 切り絵作家 「TO THE BAR」「神戸の残り香」
- 戸塚文子 - 旅行随筆家・日本交通公社「旅」初代編集長
- やなぎみわ - 現代美術作家 神戸芸術工科大学准教授 代表作「エレベータガール」

### スポーツ
- 朝原宣治 - 陸上競技選手 2008年北京オリンピック男子4x100mリレー銅メダル
- 松下晃子 - 元バレーボール選手 1989年ワールドカップバレーボール出場 ユニチカ・フェニックス主将

### 政治・財界
- 尾辻かな子 - 衆議院議員、元参議院議員、元大阪府議会議員・日本初の同性愛であることを公言した国会議員。
- 安武洋子 - 政治家 元参議院議員

### 学者
- 柴田悦子 - 大阪市立大学名誉教授（経済学）
- 湊晶子 - 東京女子大学学長

### その他
- 大迫嘉昭 - 1964年外務省私費留学試験合格、 ＄100を懐に米国大学留学、帰路稼いだ自費で1968年バイク世界一周した最初の日本人